# جشنواره بین‌المللی فیلم هارتلند
جشنواره بین‌المللی فیلم هارتلند (انگلیسی: Heartland International Film Festival)، که با نام اختصاری اِچ‌آی‌اِف‌اِف (اختصاری HIFF) شناخته می‌شود، یک جشنواره فیلم معتبر و مورد تأیید آکادمی اسکار است که هر ساله در ماه اکتبر در شهر ایندیاناپلیس، ایالت ایندیانا برگزار می‌شود. این جشنواره توسط سازمان غیرانتفاعی هارتلند فیلم (به انگلیسی: Heartland Film, Inc.) میزبانی می‌گردد. نخستین دوره این جشنواره در سال ۱۹۹۲ برگزار شد و هدف آن «الهام‌بخشی به فیلم‌سازان و مخاطبان از طریق قدرت تحول‌آفرین سینما» عنوان شده است.
اِچ‌آی‌اِف‌اِف پذیرای آثار بلند سینمایی با مدت‌زمان حداقل ۴۰ دقیقه است، که شامل آثار دانشجویی نیز می‌شود. آثار کوتاه‌تر از طریق جشنواره فرعی هارتلند فیلم با عنوان «جشنواره بین‌المللی فیلم کوتاه ایندی شورتز» (به انگلیسی: Indy Shorts International Film Festival) پذیرفته می‌شوند؛ این جشنواره نیز مورد تأیید آکادمی اسکار است.